# باشگاه فوتبال آلتین‌عصر
باشگاه فوتبال آلتین‌عصر (ترکمنی: Altyn Asyr futbol kluby) یک باشگاه فوتبال ترکمنستانی است که در شهر عشق‌آباد قرار دارد. این باشگاه سابقه نایب قهرمانی در ای‌اف‌سی کاپ ۲۰۱۸ را دارد.

## عملکرد در مسابقات AFC
- لیگ قهرمانان آسیا ۲

۲۰۱۸: نایب قهرمان